# Znakovni jezik prerijskih Indijanaca
Znakovni jezik prerijskih Indijanaca (Plains Indian Sign Language; ISO 639-3: psd), jedan od tri znakovna jezika. Nekada je bio rasprostranjen u domorodačkoj Americi na području sjevernoameričkih prerija. Koristio se isključivo kao drugi jezik radi komunikacije s pripadnicima plemena drugih jezičnih skupina, osobito među lovcima i u trgovini, a kasnije i s ne-Indijancima. Postojalo je nekoliko regionalnih varijanti.

## Vanjske poveznice
- Ethnologue (14th)
- Ethnologue (15th)